# Arturo Armendáriz Delgado
Arturo Armendáriz Delgado (Santa Rosalía de Camargo, 4 de enero de 1939 - Ciudad de México, 23 de febrero de 1990) fue un político Mexicano.

## Biografía
Arturo Armendáriz Delgado, nace en Ciudad Camargo Chihuahua el 4 de enero de 1939. Hijo de Baltazar Armendáriz Chavira y Maria Delgado Hernández, cumple su instrucción básica en dicha ciudad en la Escuela Primaria 334 Cuitláhuac así como en la Escuela Secundaria Federal n.º 36 B para posteriormente continuar su preparación el la Escuela Nacional preparatoria de la Ciudad de México. Continua su preparación Académica en la Universidad Nacional Autónoma de México de donde obtiene el Título de Licenciado en Derecho profesión a la que estaría ligado el resto de su vida.
Habiendo concluido entonces sus estudios regresa a su natal Camargo prendado de un fuerte compromiso social mismo que ejerce como Asesor Jurídico del Sindicato de Trabajadores Textiles de la Empresa Textil Rio Florido de la que a la postre fue director. A la par y a sus escasos 23 años es nombrado Secretario del Ayuntamiento de Camargo.
Luego de contender por la presidencia Municipal de Camargo Infructuosamente en una ocasión gana la votación 10 años después en 1974 realizando importantes obras para el Municipio como Pavimentación, Alumbrado Público, Drenaje, Agua Potable, Salud, entre otras.
Antes del término de su administración fue nombrado por el partido Revolucionario Institucional como Candidato a Diputado al Congreso Local en donde resultó elegido por el V Distrito con cabecera en Camargo. Desarrolla durante varios años una intensa lucha social apoyando a Sindicatos tan diversos como de panaderos, lecheros, músicos y Agricultores entre otros. Al mismo tiempo de dichas actividades concursa por una Notaría Pública misma que le es otorgada para su natal Camargo. Posteriormente y al lado del Gobernador del Estado Fernando Baeza Meléndez funge como Director de Gobernación Estatal, cargo precedido de una intensa labor en distintos municipios como Hidalgo del Parral, Juárez y Camargo, entre otros.
A dos años de dicha encomienda es nombrado candidato a diputado federal para lo cual realiza una exhaustiva campaña, en donde vence al panista Horacio González de las Casas además en donde ya daba avisos de problemas cardíacos que le aquejaban y que a la postre y durante su encargo ya como representante ante la Cámara Baja Federal sufre un Infarto al miocardio en la recién reinaugurada Cámara de Diputados de San Lázaro durante una sesión de las Comisiones conjuntas para la Reforma Electoral, mismo que le ocasiona la muerte el 23 de febrero de 1990.